# Tactic
Tactic är en ort i Guatemala.   Den ligger i kommunen Municipio de Tactic och departementet Departamento de Alta Verapaz, i den centrala delen av landet, 80 km norr om huvudstaden Guatemala City. Tactic ligger 1 455 meter över havet och antalet invånare är 8 999.
Terrängen runt Tactic är kuperad norrut, men söderut är den bergig. Runt Tactic är det ganska tätbefolkat, med 104 invånare per kvadratkilometer. Närmaste större samhälle är Cobán, 16,6 km norr om Tactic. I omgivningarna runt Tactic växer huvudsakligen savannskog.